# Dziurów (powiat sandomierski)
Dziurów – wieś sołecka w Polsce położona w województwie świętokrzyskim, w powiecie sandomierskim, w gminie Zawichost.
W latach 1975–1998 miejscowość należała administracyjnie do województwa tarnobrzeskiego.

## Historia
Dziurów wieś rządowa w powiecie opatowskim, gminie Czyżów Szlachecki, parafii Trójca. 
W 1827 r. było tu 27 domów i 122 mieszkańców, w 1883  29 domów, 164 mieszkańców, 291 mórg ziemi dworskiej i 206 mórg włościańskiej.